# True (album Spandau Ballet)
True è il terzo album in studio del gruppo inglese Spandau Ballet, pubblicato nel 1983 dalla Chrysalis Records.

## Descrizione
Mentre i primi due album avevano guadagnato popolarità in Europa, True è diventato l'album di maggiore successo del gruppo grazie al singolo omonimo ma soprattutto al singolo Gold che divenne uno dei singoli più venduti degli anni 80. L'album è fortemente influenzato dalla musica jazz, soul e rhythm and blues e raggiunse la prima posizione nella classifica degli album più venduti nel Regno Unito. 
Nel 2003, in occasione del ventesimo anniversario, il disco è stato rimasterizzato e in seguito nel 2010 con l'aggiunta di un CD che contiene dei remix e un DVD live.
Tutti i brani portano la firma di Gary Kemp.

## Tracce
1. Pleasure – 3:34
2. Communication – 3:40
3. Code of Love – 5:11
4. Gold – 4:50
5. Lifeline – 3:34
6. Heaven is a Secret – 4:26
7. Foundation – 4:06
8. True – 6:33

## Formazione
- Tony Hadley - voce, sintetizzatore
- Gary Kemp - chitarra, sintetizzatore, cori
- Steve Norman - chitarra, sassofono, percussioni
- Martin Kemp - basso
- John Keeble - batteria, cori

### Altri musicisti
- Jess Bailey - tastiere

## Classifiche

### Classifiche settimanali
| Classifica (1983) | Posizione massima |
| ----------------- | ----------------- |
| Australia         | 4                 |
| Canada            | 8                 |
| Germania          | 8                 |
| Nuova Zelanda     | 1                 |
| Paesi Bassi       | 1                 |
| Regno Unito       | 1                 |
| Spagna            | 2                 |
| Stati Uniti       | 19                |
| Svezia            | 13                |

### Classifiche di fine anno
| Classifica (1983) | Posizione |
| ----------------- | --------- |
| Australia         | 10        |
| Canada            | 46        |
| Germania          | 21        |
| Nuova Zelanda     | 3         |
| Paesi Bassi       | 6         |
| Regno Unito       | 6         |
| Classifica (1984) | Posizione |
| Paesi Bassi       | 46        |